# Cataxia cunicularis
Cataxia cunicularis är en spindelart som först beskrevs av Main 1983.  Cataxia cunicularis ingår i släktet Cataxia och familjen Idiopidae.
Artens utbredningsområde är Queensland. Inga underarter finns listade i Catalogue of Life.